# Luka Sylvester Gopep
Luka Sylvester Gopep (* 14. Juli 1965 in Kalin Nemel) ist ein nigerianischer römisch-katholischer Geistlicher und Weihbischof in Minna.

## Leben
Luka Sylvester Gopep besuchte von 1980 bis 1986 das Bauchi Teacher’s College, an dem er ein School Education Certificate erwarb. Von 1989 bis 1993 studierte Gopep Philosophie am St. Thomas Aquinas Major Seminary in Makurdi und von 1993 bis 1997 Katholische Theologie am St. Augustine’s Major Seminary in Jos. Er empfing am 31. Januar 1998 das Sakrament der Priesterweihe für das Bistum Minna.
Gopep war kurzzeitig zunächst als Pfarrvikar und später als Pfarrer in Kpakungu tätig, bevor er 1998 Rektor des Christ the King Minor Seminary und Pfarrer in Gwada wurde. Von 2001 bis 2004 war er Pfarrer in Kagara und ab 2002 zudem Pfarradministrator in Zungeru. 2004 wurde Luka Sylvester Gopep Verantwortlicher für die Berufungspastoral im Bistum Minna und Pfarrer in Suleja. Seit 2012 war Gopep Generalvikar des Bistums Minna und seit 2013 zusätzlich Pfarrer in Kwamba.
Am 9. Dezember 2020 ernannte ihn Papst Franziskus zum Titularbischof von Muzuca in Byzacena und zum Weihbischof in Minna. Der Apostolische Nuntius in Nigeria, Erzbischof Antonio Filipazzi, spendete ihm am 20. Februar 2021 in der St. Michael’s Cathedral in Minna die Bischofsweihe; Mitkonsekratoren waren der Erzbischof von Kaduna, Matthew Man-Oso Ndagoso, und der Bischof von Minna, Martin Igwe Uzoukwu.